# Tungenes prosteri

Prosterier i Stavangers stift. Det orangea området på kartan är Tungenes prosteri.

Tungenes prosteri (norska: Tungenes prosti) är ett kontrakt (prosteri, norska: prosti) i Stavangers stift inom Norska kyrkan. Kontraktet omfattar kommunerna Kvitsøy, Randaberg och Sola samt den norra delen av Stavangers kommun i Rogaland fylke i sydvästra Norge.
Namnet kommer från Tungeneset i Randabergs kommun, den yttersta spetsen av halvön där bland annat staden Stavanger ligger.

## Socknar
Tungenes prosteri består av elva socknar (norska: sokn eller sogn) inom fyra kyrkliga samfälligheter (norska: kirkelige fellesråd), motsvarande kommunerna:

### Kvitsøy kyrkliga samfällighet
- Kvitsøy socken

### Randabergs kyrkliga samfällighet
- Grødems socken
- Randabergs socken

### Sola kyrkliga samfällighet
- Ræge socken
- Sola socken
- Sørnes socken
- Tanangers socken

### Stavangers kyrkliga samfällighet
- Hesby socken
- Rennesøy og Mosterøy socken
- Sjernarøy socken
- Talgje socken